# Szołominice
Szołominice (ukr.  Шоломиничі) – wieś na Ukrainie w rejonie lwowskim (wcześniej w rejonie gródeckim) obwodu lwowskiego.